# Lluís Costa
Lluís Costa Martínez (Sant Just Desvern, 27 febbraio 1993) è un cestista spagnolo.

## Palmarès
- Copa Princesa de Asturias: 1

Betis Siviglia: 2019